# ロミオメール
ロミオメールは、過去に交際もしくは結婚していた者の間で、男性から女性に送られる、復縁を迫る内容のメールを示すインターネットスラング。ウィリアム・シェイクスピアの戯曲『ロミオとジュリエット』の登場人物に準えて名付けられた。女性から男性に送られる復縁を要請するメールはジュリエットメールと称される。復縁を迫るメールがすべてロミオメールと区分されるわけではなく、離れる原因を作った人間が都合よく元の鞘へ収めようとする様子への侮蔑を含んでいる。ロミオメールにはいくつかの種類が挙げられており、自己陶酔に浸る詩人のようなものや、上から目線で自身の非を認めないもの、逆に自身の非を認めるが家庭内暴力に見られるような、暴力と謝罪を繰り返すものが見られる。